# Ustilaginomycotina
Ustilaginomycotina es un grupo de hongos basidiomicetos que comprende unos 115 géneros y 1700 especies que por lo general son parásitos de mamíferos y plantas vasculares comúnmente llamados tizones que aparecen como agallas o manchas en las hojas de las plantas. Sus esporas reciben el nombre de teliosporas. Su estudio tiene importancia económica a nivel de la protección agrícola, especialmente los géneros Ustilago y Tilletia, pero también importancia médica ya que Malassezia es el causante de la caspa y la pitiriasis versicolor. 

## Descripción

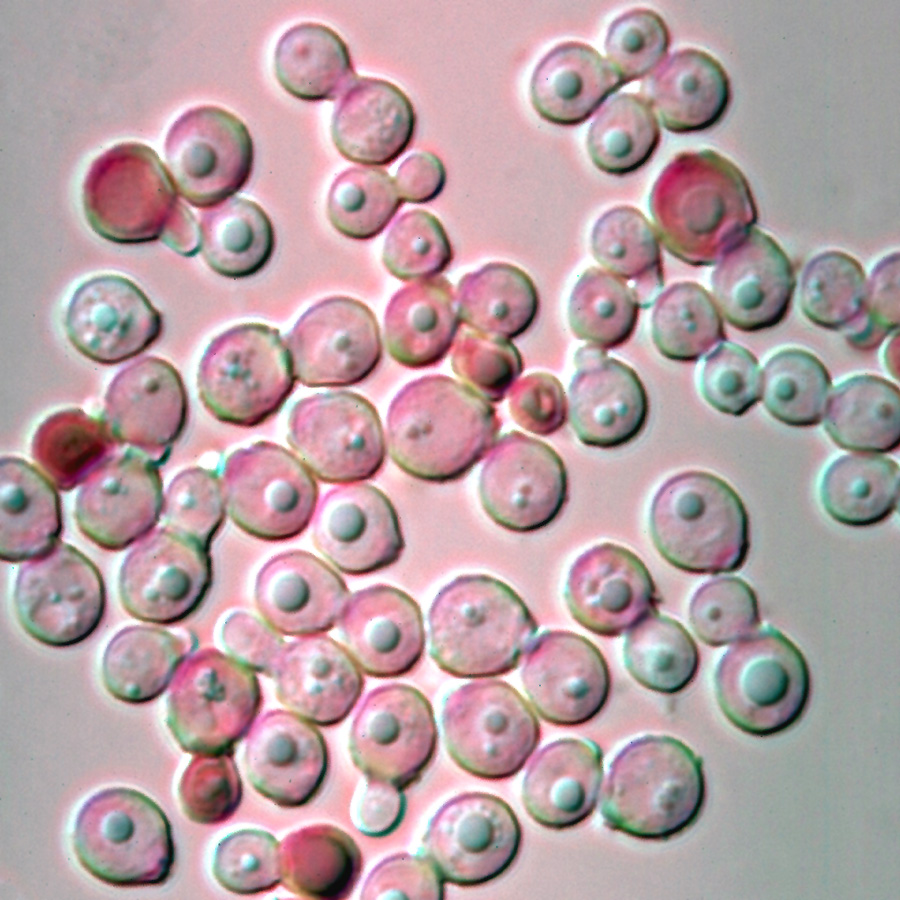
Malassezia globosa a vista microscópica.

Ustilaginomycotina es morfológicamente un grupo muy diverso. Consta de levaduras anamórficas y formas dimórficas que además poseen un estado filamentoso teleomórfico.

### Definición de características
Los Ustilaginomycotina tienen diferentes morfologías ultraestructurales que definen la subdivisión y algunas de ellas también se utilizan para delimitar las clases en la subdivisión.

### Interacción celular
Las interacciones celulares se refieren a la interacción con las células del huésped. Estas zonas proporcionan un carácter ultraestructural útil para delimitar las clases en Ustilaginomycotina. Las zonas de interacción con el huésped pueden ser zonas de interacción local y luego caracterizar a los exobasidiomicetos o zonas de interacción ampliadas que caracterizan a los ustilaginomicetos.

### Composición celular
Ustilaginomycotina tiene una composición distintiva de la pared celular consistente principalmente de glucosa y ausencia de xilosa. Esta característica separa la Ustilaginomycotina de Pucciniomycotina y Agaricomycotina.

### Poros septales
La arquitectura de los poros septales juega un papel importante en la delimitación de la subdivisión en Basidiomycota. A diferencia de Pucciniomycotina, Ustilaginomycotina tiene un poro septal con una tapa de membrana o no tiene poros. No tiene un doliporo o paréntesis como Agaricomycotina.

### 5S rARN
En 1985 Gottschalk y Blanz hicieron un estudio sobre el ARN ribosomal 5S y distinguieron dos tipos de estructuras en Basidiomycota. Estos dos tipos se denominaron estructura secundaria de tipo A y estructura secundaria de tipo B del 5S ARNr. Esta es una herramienta útil para delimitar las relaciones entre las subdivisiones de basidiomicetos. Ustilaginomycotina tiene la estructura secundaria de tipo B y comparten este carácter con la Agaricomycotina y los separa de Pucciniomycotina que tiene la estructura secundaria de tipo A. Los análisis moleculares respaldan estas relaciones entre subdivisiones.

## Filogenia
Las relaciones filogenéticas de las clases serían las siguientes según los análisis moleculares:
|  | Monilielliomycetes |
|  |                    |
|  | Malasseziomycetes  |
|  |                    |

|  | Ustilaginomycetes |
|  |                   |
|  | Exobasidiomycetes |
|  |                   |

|  | Monilielliomycetes |
|  |                    |
|  | Malasseziomycetes  |
|  |                    |

|  | Ustilaginomycetes |
|  |                   |
|  | Exobasidiomycetes |
|  |                   |

|  | Monilielliomycetes |
|  |                    |
|  | Malasseziomycetes  |
|  |                    |

|  | Ustilaginomycetes |
|  |                   |
|  | Exobasidiomycetes |
|  |                   |

|  | Monilielliomycetes |
|  |                    |
|  | Malasseziomycetes  |
|  |                    |

|  | Ustilaginomycetes |
|  |                   |
|  | Exobasidiomycetes |
|  |                   |

|  | Monilielliomycetes |
|  |                    |
|  | Malasseziomycetes  |
|  |                    |

|  | Ustilaginomycetes |
|  |                   |
|  | Exobasidiomycetes |
|  |                   |

|  | Monilielliomycetes |
|  |                    |
|  | Malasseziomycetes  |
|  |                    |

|  | Ustilaginomycetes |
|  |                   |
|  | Exobasidiomycetes |
|  |                   |

|  | Monilielliomycetes |
|  |                    |
|  | Malasseziomycetes  |
|  |                    |

|  | Ustilaginomycetes |
|  |                   |
|  | Exobasidiomycetes |
|  |                   |

|  | Monilielliomycetes |
|  |                    |
|  | Malasseziomycetes  |
|  |                    |

|  | Ustilaginomycetes |
|  |                   |
|  | Exobasidiomycetes |
|  |                   |